# 거제고현초등학교
거제고현초등학교는 대한민국 경상남도 거제시 상동동에 있는 공립 초등학교이다.

## 학교 연혁
- 2005.09.01 개교 39학급 편성(1,427명, 교직원 68명)
- 2005.09.16 학교상징 선정(교목, 교화, 교표)
- 2005.11.17 교육인적자원부 지정 학교교육력 제고 시범학교 선정
- 2007.03.01 54학급 편성(2,119명)
- 2007.09.01 2학기 삼룡초등 분리로 37학급 재편성(1,288명)
- 2008.03.01 특수학급 신설, 경상남도교육청 지정 교원능력개발평가 선도학교 선정
- 2009.09.17 경상남도교육청 지정 교원능력개발평가 선도학교 선정
- 2011.09.27 경상남도교육청 지정 창의적 체험활동 우수학교 선정
- 2012.10.14 경상남도교육청 지정 주5일 수업제 운영 우수학교 선정
- 2012.12.05 2012 초등 창의적 체험활동 우수학교 선정
- 2013.03.01 제4대 신원태 교장선생님 부임
- 2015.02.20 제9회 졸업식(총 1,708명)
- 2015.03.01 제5대 박은배 교장선생님 부임
- 2015.03.01 38(1)학급 편성
- 2024년 강신영 교장선생님 부임

## 참고 자료
- 거제고현초등학교 - 한국교육학술정보원 학교알리미